# ジュリオ・ガボッティ

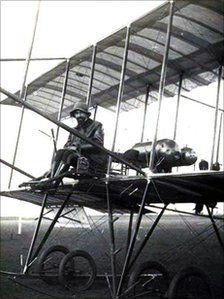
ファルマン機のジュリオ・ガボッティ（1910年）

ジュリオ・ガボッティ（Giulio Gavotti、1882年10月17日 - 1939年10月6日）は、イタリアの軍人、パイロットである。1911年に伊土戦争で、飛行機による最初の爆撃を行った。さらに最初の夜間任務軍事任務も行った。

## 生涯と飛行機による初爆撃
ジェノヴァ生まれ。ボローニャで工学を学び、1906年に卒業した。工学の研究を続け、イタリア軍の士官候補生となり、橋梁の専門家としてローマなどで勤務した。1910年11月17日に飛行免許を取得し、ファルマン機で飛行をはじめ、禁止されていたローマ、バチカン上空の飛行を行ったことにより逮捕されたこともあった。ボローニャからヴェネツィア、リミニの長距離飛行演習では、2位となった。1911年10月14日、9機の航空機と11人のパイロットからなる飛行戦隊の一員となった。
1911年11月1日、ガボッティはエーリッヒ・タウベ機でリビアのオスマン帝国軍に対して、4個の手榴弾を皮袋に入れて携行し、600フィート（183m）の高さから起爆装置を装着しては投下した。これが飛行機による歴史上、最初の爆撃とされている。オアシスやオスマン軍のキャンプに落下したが、負傷者は出なかった。1899年のハーグ条約で気球からの爆弾の投下は禁止されていたので、オスマン帝国は抗議したが、イタリアは飛行機に禁止処置は及ばないと主張した。
1912年3月4日にはガボッティは、同じくリビアの戦闘で、史上初の夜間作戦を行った。
1912年に本国へ帰還するとトリノの部隊で、パイロット志願者を訓練する仕事をし、飛行教官、およびテストパイロットとして1917年まで働き、空軍の技術部の、試験飛行部隊の指揮官となった後、イタリア王立空軍（Regia Aeronautica）で管理と技術の部門で働いた。1929年に退役して、1928年に設立された地中海航空（Società Aerea Mediterranea）の運行管理者になり、1931年にSAMなどの4社の航空会社が統合されて、国営航空会社、アラ・リトリア（Ala Littoria）が設立されるまでその地位にあった。